# Diplotaxis bifida
Diplotaxis bifida är en skalbaggsart som beskrevs av Patricia Vaurie 1960. Diplotaxis bifida ingår i släktet Diplotaxis och familjen Melolonthidae. Inga underarter finns listade i Catalogue of Life.